# معاهدة الدفاع المشترك
معاهدة الدفاع المشترك هي اتفاق دولي يلزم الأطراف الموقعة بالدفاع عن بعضهم البعض في الظروف المنصوص عليها في بنود المعاهدة. واعتمادًا على الصياغة، فإنها قد تكون للدفاع الفعلي، أو تلطيفًا لغويًا مناسب أيضًا للاستخدام العدواني. قد تكون معاهدات الدفاع المشترك ثنائية أو متعددة الأطراف.

## الولايات المتحدة
انظر أيضًا قائمة معاهدات الولايات المتحدة
- 1947 - معاهدة المساعدة المشتركة بين الدول الأمريكية (اتفاقية التنوع البيولوجي) - الدفاع المشترك بين دول نصف الكرة الأرضية الغربي
- 1949 - معاهدة شمال الأطلسي (معاهدة واشنطن) - أسست منظمة حلف شمال الأطلسي للدفاع المشترك
- 1951 - معاهدة الدفاع المشترك - بين جمهورية الفلبين والولايات المتحدة الأمريكية
- 1952 - معاهدة أنزوس - تحالف الدفاع المشترك بين أستراليا ونيوزيلندا والولايات المتحدة.
- 1953 - معاهدة الدفاع المشترك - تم بموجبها إنشاء تحالف مع كوريا الجنوبية، وأنشأت أساس التزام كوريا الجنوبية بمشاورات الحكومة الأمريكية بشأن سياسة كوريا الشمالية
- 1954 - اتفاقية المساعدة الدفاعية المشتركة بين الولايات المتحدة واليابان
- 1954 - معاهدة الدفاع الجماعي لدول جنوب شرق آسيا - أسست منظمة الدفاع المشترك سياتو
- 1954 - معاهدة الدفاع المشترك بين الصين وأمريكا
- 1955 - منظمة المعاهدة المركزية AKA CENTO، منظمة معاهدة الشرق الأوسط، حلف بغداد - نشأت بموجبها منظمة معاهدة الشرق الأوسط
- 1960 - معاهدة التعاون والأمن المتبادل بين الولايات المتحدة واليابان - معاهدة الدفاع المشترك مع اليابان
- 1962 - اتفاقية ناسو – معاهدة الدفاع مع المملكة المتحدة